# Nils Ericson

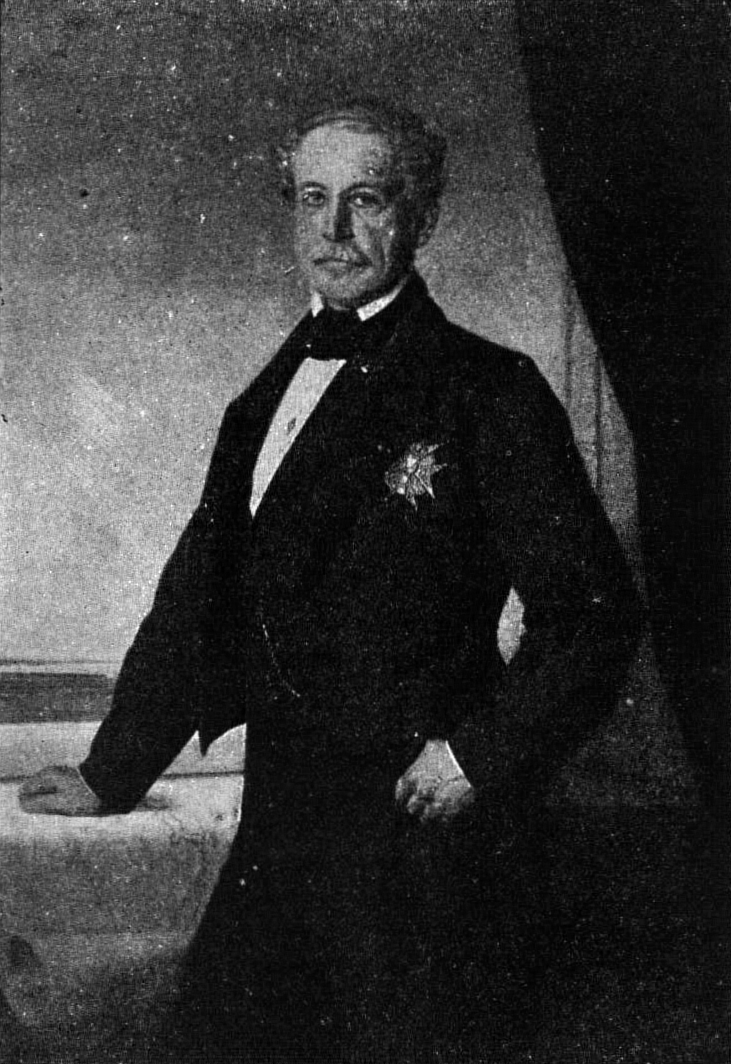
Nils Ericson.

Nils Ericson (31 de enero de 1802 - 8 de septiembre de 1870) fue un ingeniero sueco. Constructor de varios canales, acueductos y líneas ferroviarias en Suecia. Hermano de John Ericsson. Ennoblecido en 1860 por sus méritos laborales.

## Biografía y carrera profesional
Nació en la localidad minera de Långbanshyttan en Värmland. Fueron sus padres Olof Ericsson y Sophia Yngström, fue el segundo hijo entre sus hermanos Anna Carolina y Johan.
La familia se mudó en 1810 a Forsvik donde se realizaba la construcción del Canal Göta (1810-1832). Se incorporó a la compañía constructora junto a su padre y a su hermano John Ericsson a muy temprana edad, trabajando bajo la dirección de Baltazar von Platen, destacado militar y político sueco, responsable de la construcción del canal. 
Al término de la construcción del canal asumió como jefe de distrito de la compañía administradora del canal hasta 1830. Continuó participando en la construcción de otros importantes canales y acueductos, destacándose en la construcción del Trollhätte kanal, uno de los más grandes canales de la región SO. de Suecia. 
En 1833 se casó con Vendela Wilhelmina Schwerin, perteneciente a una aristocrática familia, con quien tuvo cinco hijos.
En 1846 se iniciaron los trabajos en la construcción de esclusas entre el lago Mälaren y Saltsjön en Estocolmo. Terminado en 1854, fue ennoblecido con el título de friherre (barón) por el rey Carlos XIV Juan por su destacado liderazgo en la construcción de esta obra. Su nuevo título nobiliario le permitió cambiar su apellido de Ericsson a Ericson, asunto que enojó mucho a su hermano John Ericsson, quien estimó que se trataba de un desprecio hacia la familia y una "actitud medieval".

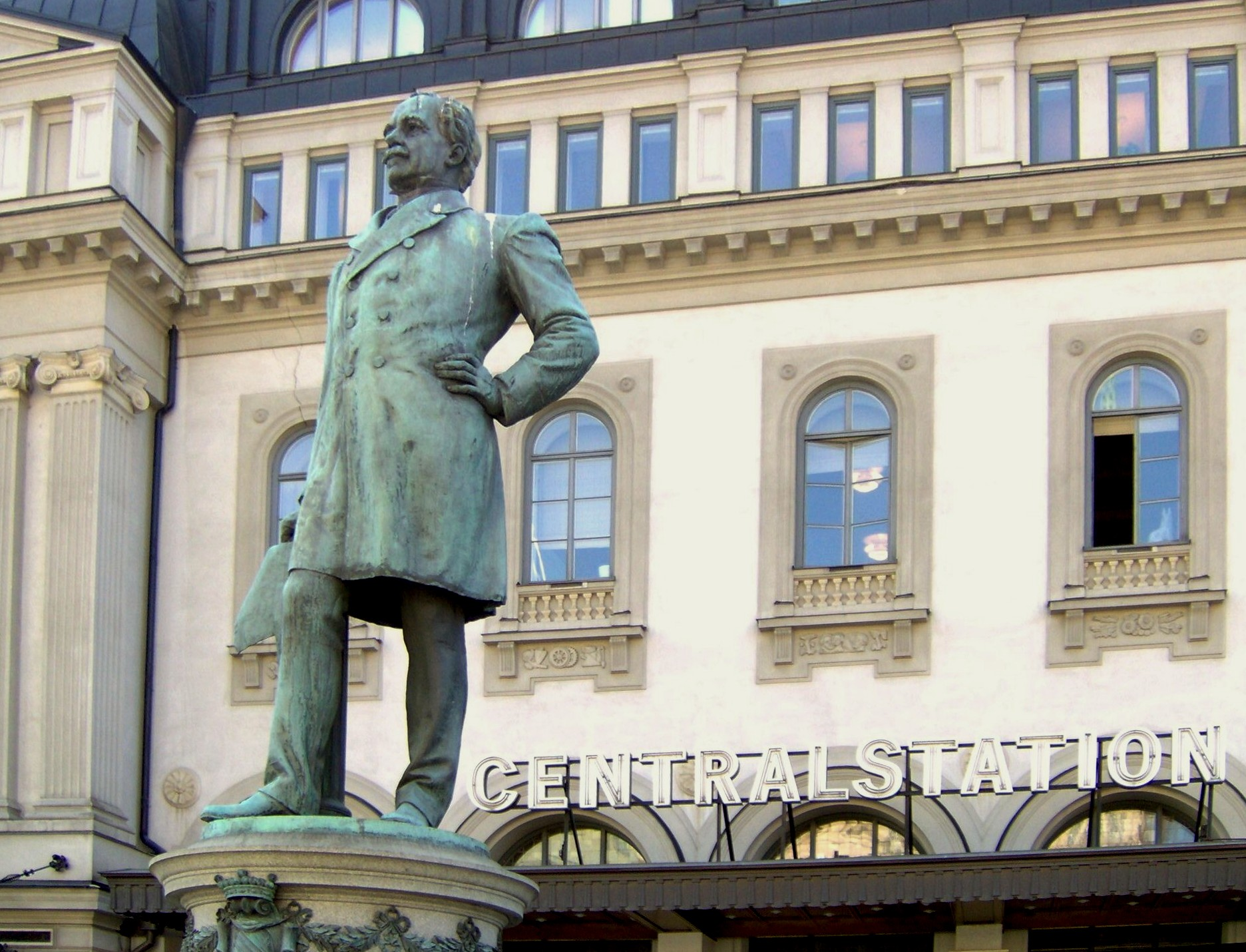
Estatua de Nils Ericson delante de la Estación Central de Estocolmo.

El mismo año 1846 participó en el proyecto de la construcción del canal Saima en Finlandia como consejero técnico. El canal se terminó de construir en 1856. 
Planeando ya su retiro de la vida laboral, el desarrollo del ferrocarril en el Reino Unido y los Estados Unidos de América se lo impedirían y lo llevarían en 1855 a ser nombrado jefe de la Empresa estatal de construcción de ferrocarriles, por el rey Óscar I.
Después de construir la red de ferrocarriles de la región occidental y sur de Suecia para la cual fue comisionado, solicitó su retiro de la empresa en 1862, el que le fue concedido, y se afincó en su propiedad en Nygård, en las cercanías del Trollhätte kanal, donde se dedicó a la agricultura y al desarrollo de obras filantrópicas. 
Murió en Estocolmo a la edad de 68 años. Su tumba se encuentra en el cementerio Norra kyrkogården de esa ciudad.
- Datos: Q1938740
- Multimedia: Nils Ericson / Q1938740